# Jaun
Jaun (toponimo tedesco; in francese Bellegarde) è un comune svizzero di 657 abitanti(secondo i dati del 2024) del Canton Friburgo, nel distretto della Gruyère.

## Storia
Nel 1228 fu chiamata "balavarda" e poi nel 1397 fu chiamata "Youn". Il comune di Jaun è stato istituito nel 1831,dopo la conquista di napoleone la "rigenerazione" che portò al cambiamento nel contesto politico.

## Monumenti e luoghi d'interesse

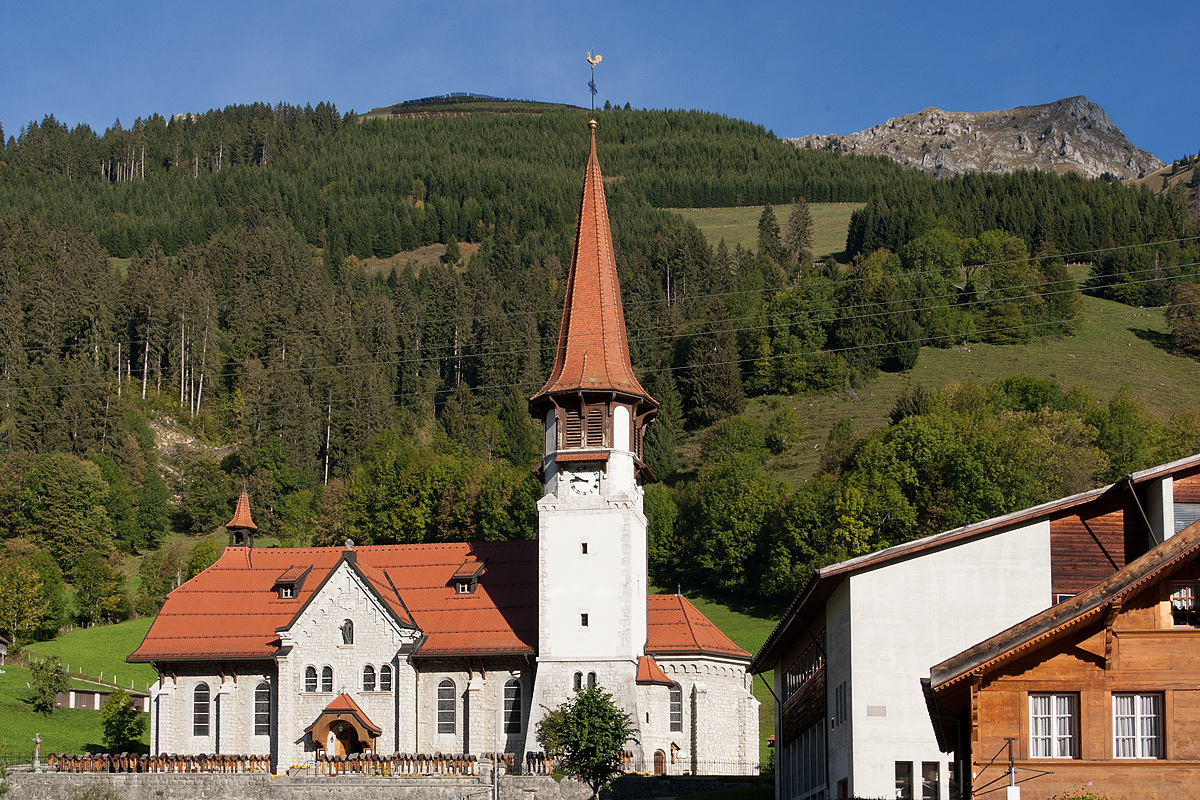
La chiesa cattolica di Santo Stefano

- Chiesa cattolica di Santo Stefano, eretta nel XIV secolo e ricostruita nel 1910[1].

## Società

### Evoluzione demografica
L'evoluzione demografica è riportata nella seguente tabella:
Abitanti censiti

### Lingue e dialetti
Jaun è l'unico comune del distretto nel quale la lingua ufficiale è il tedesco.

## Geografia antropica

### Frazioni
Le frazioni di Jaun sono:
- Im Fang (in francese La Villette)
- Kappelboden
- Oberbach[senza fonte]
- Weibelsried
- Zur Eich

## Economia
Jaun è una località turistica e una stazione sciistica sviluppatasi a partire dagli anni 1950.

## Amministrazione
Ogni famiglia originaria del luogo fa parte del comune patriziale che ha la responsabilità della manutenzione di ogni bene comune.

## Sport
Jaun ha ospitato tra l'altro alcune tappe della Coppa Europa di sci alpino.